# Койка

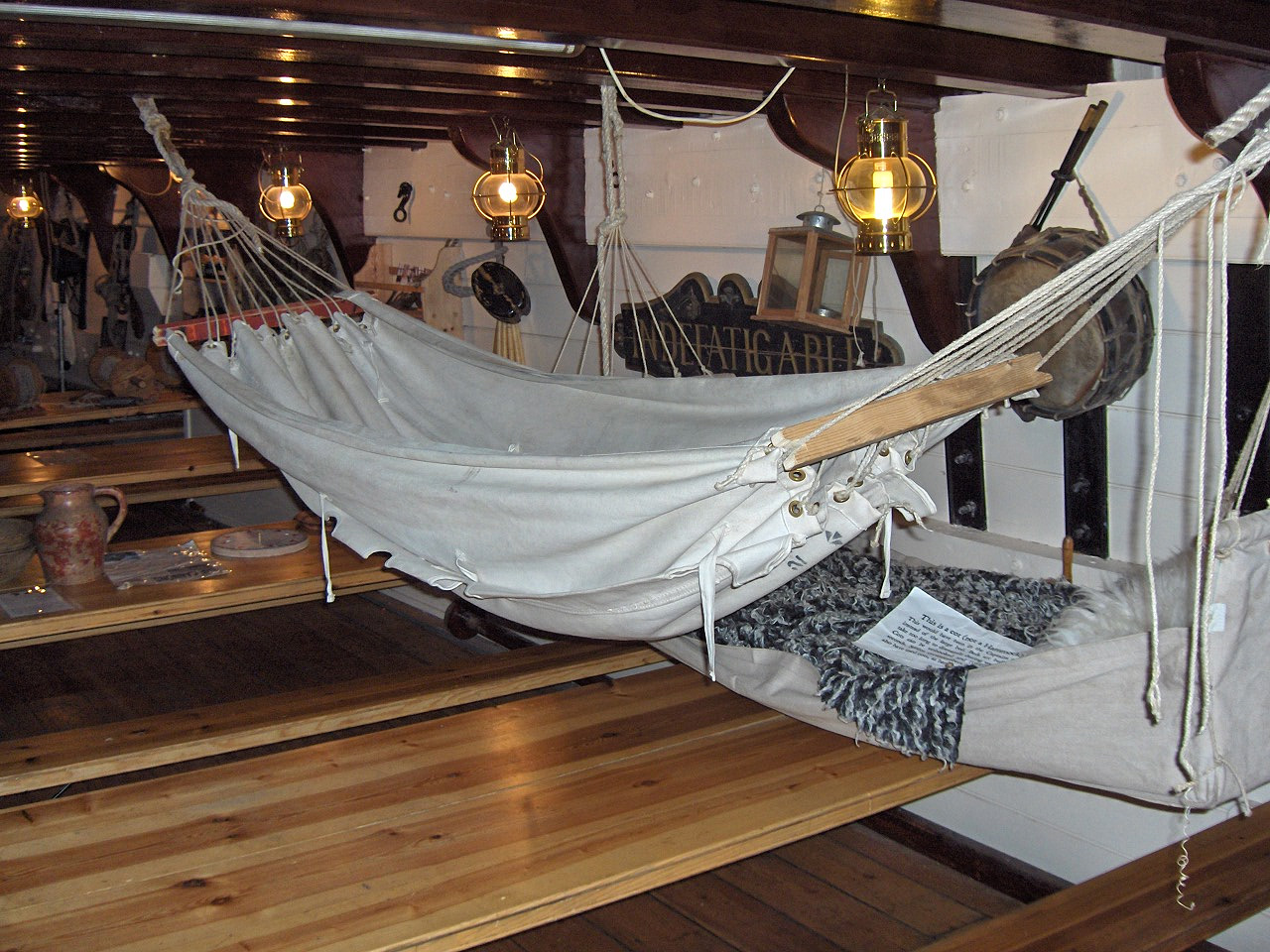
Койка (гамак) в музее «Гранд-Терк»

Ко́йка (от нидерл. kооi или н.-нем. kȏje — «перегородка», от лат. саvеа — «клетка») — парусиновая или верёвочная висячая постель, лежанка на корабле, предназначенная для отдыха матросов.
В некоторых источниках матросскую висячую постель, состоящую из парусины, подвешиваемую при помощи узлов, палок и крючков к подволоку, называют «гамаком».

## История
Первоначально койки представляли собой лавки, встроенные в стены каюты или кубрика. Затем во времена географических открытий появились койки, похожие на гамаки (парусиновые койки). Парусиновая койка удобна тем, что из неё не вывалишься ни при каком крене корабля, даже в самую сильную качку при штормовой погоде. Для защиты от абордажа к фальшборту, который на парусных кораблях имел высоту больше человеческого роста, приваливали скатанные парусиновые койки с матрацами, образовывавшие нечто вроде амбразур (впоследствии появились специальные коечные сетки вдоль бортов, в которые укладывали аккуратно скатанные койки). «Койки на верх!» — команда (приказ), согласно которой скатанные койки выносили наверх для укладки их на место, в коечные сетки.

Уделом же матросов были парусные койки, представляющие собой прямоугольный кусок парусины, с продёрнутым по периметру шкертом, и крючками на концах. Крючками койки цеплялись в любом более-менее подходящем для этого месте. При этом вешать койки надо было уметь. Если она слишком провисала, то спящий матрос оказывался почти в вертикальном положении. Если же койка была, наоборот, чересчур туго натянута, то спящий рисковал вывалиться из неё на палубу. Не менее сложным делом была и утренняя шнуровка коек. Дело в том, что помимо своей основной функции, койки несли ещё и дополнительную – во время сражения, находясь вдоль бортов, в так называемых коечных сетках, они служили дополнительной защитой команде от пуль противника. Была у коек и ещё одна функция. В случае смерти матроса зашнуровывали в его же койку, которая становилась его саваном, и бросали в море.
…Если смерть наступала в море, то мёртвого офицера или матроса, как правило, зашивали в его подвесную койку. При этом последний стежок парусной иглы делался через нос, такова была старинная традиция! В ноги укладывалось ядро. Затем тело усопшего клали на доску и после короткого молебна, при приспущенном флаге, сбрасывали из открытого полупортика в воду, подгадав хороший размах корабля под ветер.
— В. В. Шигин, «Жизнь на палубе и на берегу», часть I, глава II «Выжить и выстоять»

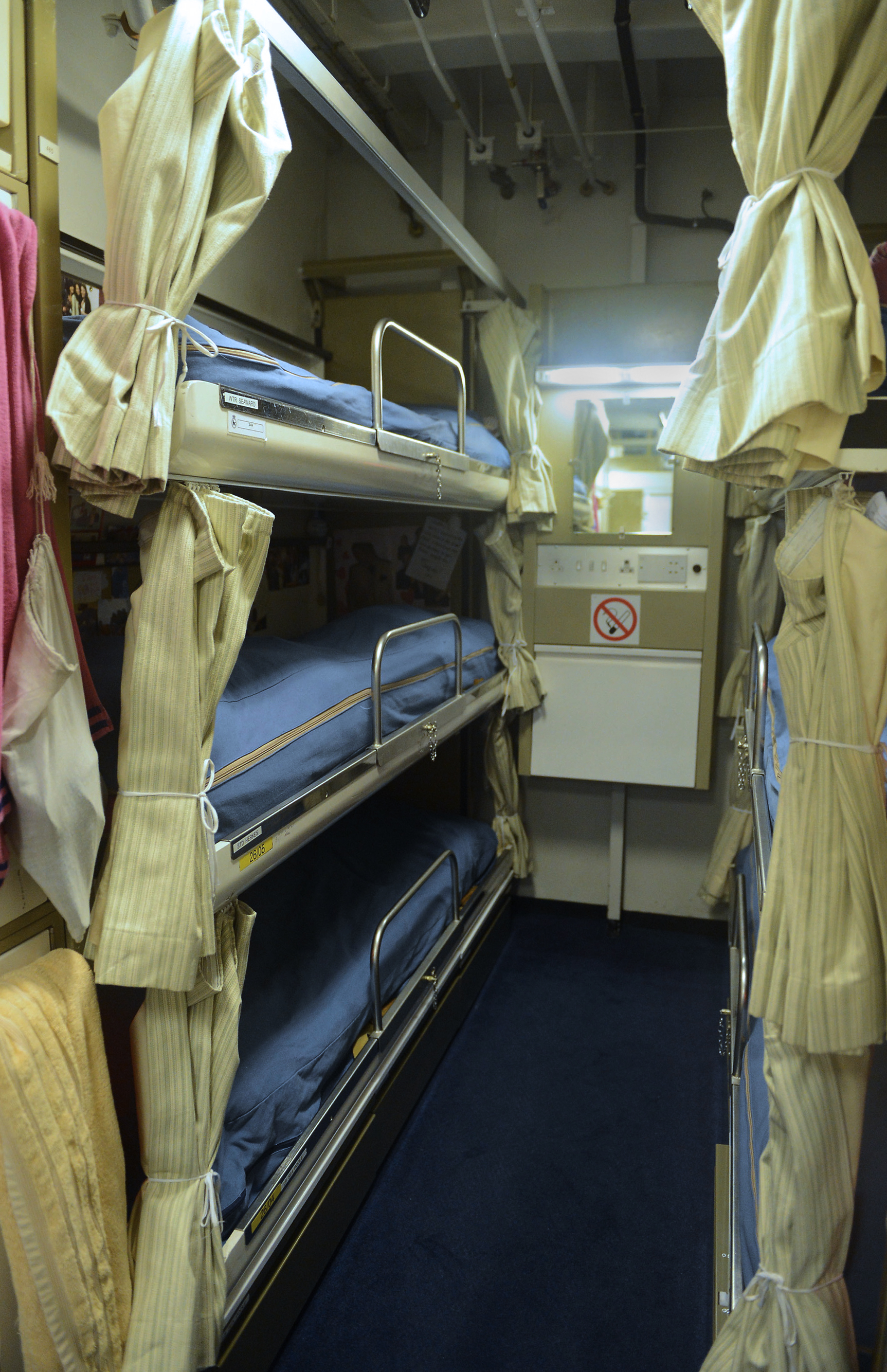
Койки на британском военном корабле

Кроме того, «койками» называют металлические разборные кровати с панцирными или пружинными сетками, массово выпускавшимися во времена СССР. Койками обставляли больницы, общежития, казармы, иногда пионерские лагеря и дома отдыха. За неимением другой мебели койки приобретали и для использования дома. В военно-морском флоте (ВМФ СССР и ВМФ РФ) спальное место некоторые называют «шконками».

## Устройство
На конец XIX столетия, койка состояла из куска парусины (парусиновый прямоугольник, сшитый из двух полотнищ коечного канифаса), длиной в два аршина 10 вершков (6 футов), а шириной почти в один аршин 8 вершков (4 фута). Вдоль койки, отступя от продольных краёв на 7 дм, пришиваются банты из двойного канифаса, один — с внутренней стороны койки, другой — с наружной. В бантах делается по 7 отверстий со вставленными люверсами. Такие же люверсы имеются и в краях самой койки. В люверсы поперечных краёв ввязываются тонкие пеньковые концы, соединяющиеся затем в одном общем кольце, которое подтягивается тросом к гаку или лееру под бимсы палубы. На концах своих, по ширине, койка собрана тонкими верёвочками около распорок так, что, растянутая в длину и подвешенная за концы, представляет род люльки, свободно качающейся около точек привеса. В эту люльку кладут тонкий тюфяк и подушку. Утром койку связывают на военных кораблях по определённой форме, и связанная койка представляет цилиндр почти 5 футов длиной и один фут в диаметре, весом около 25 фунтов.